# LAMA (informatique)
Pour les articles homonymes, voir LAMA.
LAMA en informatique, est un acronyme qui désigne « Linux, Apache, MySQL, ASP ».
Il permet de désigner facilement la réunion de ces logiciels libres pour trois d'entre eux, propriétaire pour le dernier (Microsoft), sur une même plate-forme.